# Mladen Mikulin
Mladen Mikulin (Velika Gorica, 31 de diciembre de 1958) es un escultor croata. Es conocido como 'El retratista de Jim Morrison' por haber dedicado esfuerzos importantes a crear el busto que alguna vez se encontrara sobre la tumba del cantante y poeta americano. En 2001, Mladen realizó también una máscara mortuoria con la intención de colocarla sobre la lápida de la tumba de Morrison aunque esto no ha sido posible hasta la fecha.

## Biografía
El escultor Mladen Mikulin nació el 31 de diciembre de 1958 en Velika Gorica, Croacia. Muchos de los trabajos de Mikulin han sido presentados en exhibiciones colectivas e individuales; es el autor de varios monumentos públicos en Croacia y en otras partes del mundo y ha obtenido  importantes premios. En 1986, se graduó del departamento de escultura de la universidad de artes visuales de Zagreb. Antes de entrar a la universidad en 1981, Mladen esculpió un busto de Jim Morrison en mármol para la tumba del cantante. 
En 1987 ganó el premio de escultura otorgado por Salon of Youth; obtuvo el segundo lugar en la tercera trienal de escultura croata y un premio especial de Zagreb Salon en 1990; en ese mismo año se convirtió en el escultor más joven cuyo trabajo fue incluido en la gran exhibición Mil Años de Escultura Croata. En 1992, participó como el representante croata en la exhibición Jeune Peinture en el Grand Palais de París. Después de este periodo de grandes éxitos, el artista realizó varios monumentos públicos como el monumento al monje y escritor croata Grga Martić ,ubicado en la calle con el mismo nombre en Zagreb y  el halcón croata  del parque Maksimir.

## Busto de Jim Morrison
Es un gran admirador del trabajo artístico de Morrison. A fines de los años 1970, tuvo la idea de esculpir un busto en mármol para el lugar de descanso de Jim. En ese entonces la tumba estaba básicamente en el olvido y Mladen quería hacer un tributo a manera de homenaje personal al poeta y músico americano.
Durante la primavera de 1981, el busto fue terminado y el cuatro de junio del mismo año fue colocado junto con una lápida con el nombre del cantante, su año de nacimiento y el año de su deceso. La obra de Mikulin fue presentada en una ceremonia en la que estuvieron presentes fanes y los miembros de The Doors (Ray Manzarek, Robby Krieger y John Densmore). El escultor logró su cometido después de un largo y complejo proceso; Mladen tuvo que escribir cartas a la subdirección de servicios funerarios de la ciudad de París y a la embajada de Estados Unidos en Belgrado. 
Si bien la tumba de Jim Morrison ya era un lugar concurrido, el tráfico de visitantes aumentó después de la colocación del busto; la tumba se convirtió en uno de los lugares más visitados y fotografiados de París. El aumento de visitas resultó contraproducente; tristemente la obra de arte fue severamente dañada por grafitis, inscripciones y cortes. Finalmente en mayo de 1988 la escultura desapareció; al momento de ser robado, el busto estaba tan dañado que realmente no se parecía en nada al trabajo original.

### La máscara mortuoria
En 2001, realizó una máscara mortuoria de Jim Morrison para reemplazar el busto robado. La máscara fue hecha en bronce. Al parecer hasta el día de hoy el artista no ha recibido apoyo ni permiso para colocar su obra encima de la lápida actual del cantante pero en la página A Paris Tomb existe una petición formal a la familia Morrison y a las autoridades del cementerio para que esto sea realidad.